# Norton (Ohio)
Norton is een plaats (city) in de Amerikaanse staat Ohio, en valt bestuurlijk gezien onder Summit County en Wayne County.

## Demografie
Bij de volkstelling in 2000 werd het aantal inwoners vastgesteld op 11.523.
In 2006 is het aantal inwoners door het United States Census Bureau geschat op 11.549, een stijging van 26 (0.2%).

## Geografie
Volgens het United States Census Bureau beslaat de plaats een oppervlakte van
53,0 km², waarvan 52,1 km² land en 0,9 km² water.

## Plaatsen in de nabije omgeving
De onderstaande figuur toont nabijgelegen plaatsen in een straal van 12 km rond Norton.